# Budis
Els budis (llatí budii, grec Βούδιοι) foren un poble de Mèdia esmentat per Heròdot junt amb els buses (Busae). Dels escrits de l'historiador grec no es dedueix a quina part de la Mèdia varen habitar.
Segons EA Grantovsky, el nom d'aquesta tribu prové de la paraula "buza" en les llengües iranianes - beguda embriagadora (cervesa). G. Geibullayev assenyala que la paraula buza no és persa, sinó del turc antic, i procedeix de la paraula que significa "cervesa". Yagut Hamavi esmenta el topònim Mushil al territori de l'Azerbaidjan del Sud. Probablement, aquest nom està format per l'etnònim bus i les paraules el, il - el i tribu a causa de la substitució de b - m, típica de les llengües turques.